# Zygmunt Kubiak

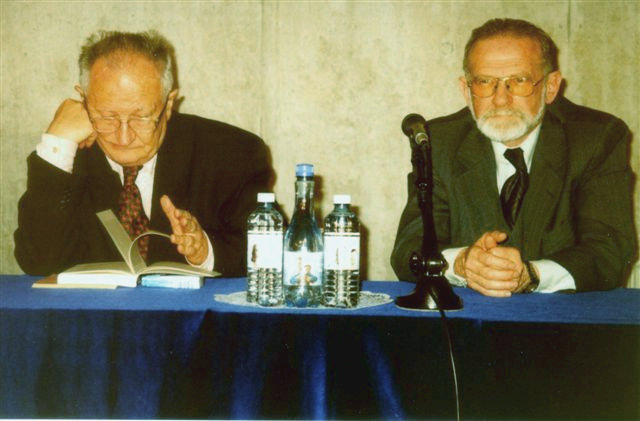
Zygmunt Kubiak (links) und Bronisław Geremek (rechts) (2002)

Zygmunt Kubiak (* 30. April 1929 in Warschau; † 19. März 2004 ebenda) war ein polnischer Literaturhistoriker, Literaturkritiker, Essayist und Übersetzer.

## Leben
Nach dem Zweiten Weltkrieg studierte Kubiak Klassische Philologie an der Universität Warschau, wurde jedoch 1952 aus politischen Gründen von der Universität verwiesen. In den folgenden Jahren fertigte er privat philologische Arbeiten für den Bibelforscher Eugeniusz Dąbrowski an.
1949 erschien erstmals ein literaturkritischer Beitrag von ihm in der katholischen Wochenzeitschrift Dziś i Jutro. Von 1951 bis 1953 sowie 1956 bis 1959 war er Redakteur bei der Tygodnik Powszechny.
1994 promovierte er mit der Arbeit Studia nad twórczością Klemensa Janickiego i Jana Kochanowskiego an der Universität Warschau.
Kubiak war mit Hanna Ramuk verheiratet. Sie hatten einen Sohn und eine Tochter.

## Publikationen
- Półmrok ludzkiego świata, 1963 (Neuauflage: 2001)
- Wędrówki po stuleciach, 1969
- Szkoła stylu. Eseje o tradycji poezji europejskiej, 1972
- Słowo o znaczeniu pracy edytorskiej, 1980
- Jak w zwierciadle, 1985
- Przestrzeń dzieł wiecznych. Eseje o tradycji kultury śródziemnomorskiej, 1993
- Kwafis Aleksandryjczyk (biografia), 1995
- Platona poezja i mądrość, 1996
- Mitologia Greków i Rzymian, 1997
- Brewiarz Europejczyka, 1998
- Literatura Greków i Rzymian, 1999
- Uśmiech kore, 2000
- Nowy brewiarz Europejczyka, 2001
- Dzieje Greków i Rzymian, 2003
- Twarde do snu, 2002
- Grecy o miłości, szczęściu i życiu, 2002
- Piękno i gorycz Europy. Dzieje Greków i Rzymian, 2003

## Übersetzungen
- William Shakespeare: Dwaj panowie z Werony, 1958
- George Gordon Byron: Listy i pamiętniki, 1960
- Robert Graves: Żona pana Miltona, 1961, zusammen mit Cecylia Żółtowska
- Arthur Llewellyn Basham: Indie : od początku dziejów do podboju muzułmańskiego, 1964
- Muza grecka. Epigramaty z antologii Palatyńskiej, 1968
- Myles Dillon, Nora Kershaw Chadwick: Ze świata Celtów, 1975
- Antologia Palatyńska, 1978
- Vergil: Eneida, 1987
- Thomas Hardy: Poezje wybrane, 1989
- Augustinus: Wyznania, 1994
- Konstantinos Kavafis: Wiersze i proza, 2001
- Ewangelia według św. Łukasza, 2004
- Flavius Josephus: Dawne dzieje Izraela, 2007, zusammen mit Jan Radożycki

## Auszeichnungen (Auswahl)
- 1963: Kościelski-Preis
- 1998: Publikumspreis des Nike-Literaturpreises für Mitologia Greków i Rzymian